# 허난 텔레비전
허난 텔레비전(河南电视台, Henan Television, 약칭 HNTV)은 중화인민공화국 허난성 정저우 시에 위치한 중국의 텔레비전 방송국이다.

## 개요
HNTV는 1969년 9월 15일에 설립되었으며, 같은 해 10월 1일에 첫 방송을 시작하였다. 1996년 6월 1일에는 위성 채널인 허난위성텔레비전을 개국하였다.
HNTV는 15개의 텔레비전 채널 (10개의 무료 채널과, 5개의 유료 채널)을 보유하고 있다. HNTV의 방송 로고는 현지인들 사이에서 코끼리와 닮았다 하여 HNTV가 “코끼리 채널(大象台)”이란 별명도 붙였다.

## 채널 목록
- zh:河南衛視 : 1996년 6월 1일 개국. 종합 위성 텔레비전.
- zh:都市频道 : 1997년 10월 20일 개국.
- zh:民生频道 : 2001년 4월 1일에 경제생활채널(经济生活频道)로 개국하고, 2008년 1월 1일에 현재 채널 명으로 변경하였다. 생활 정보를 주로 방송한다.
- zh:法制频道 : 2001년 12월 31일 개국. 허난 성의 유일한 법률 전문 채널. 하루 20시간 동안 방송한다.
- zh:电视剧频道 : 2004년 6월 1일 개국. 드라마 중심의 유선 채널.
- zh:新闻频道 : 2010년 8월 2일 개국. 뉴스 채널.
- zh:欢腾购物 : 2006년 3월 15일 개국. 홈쇼핑 채널.
- zh:公共频道 : 2001년 1월 1일 개국.
- zh:新农村频道 : 2006년 6월 9일 개국. 농업 관련 내용을 방송한다.
- zh:国际频道 : 2013년 10월 16일 개국. 국제 채널.
- zh:梨园频道 : 2005년 8월 15일 개국.
- zh:武术世界 : 2006년 8월 28일 개국. 무술 전문 방송. 하루 20시간 동안 방송한다.[3]
- zh:文物宝库 : 2008년 2월 28일 개국. 문화 채널로 하루 24시간 동안 방송한다.[4]
- zh:移动电视 : 2006년 개국. 모바일 텔레비전 방송.
- zh:功夫卫视 : 2008년 2월 26일 개국.
- zh:東方今報 : 2004년 9월 1일에 내놓은 일간 신문.

## 해외 제휴국
- 대한민국 안동문화방송 (2002년 11월 9일 체결)
- 일본 야마가타 방송 (2005년 10월 17일 체결)

## 같이 보기
- 허난신식방송